# Ghiacciaio Matthews
Il ghiacciaio Matthews (in inglese Matthews Glacier) è un ghiacciaio situato sulla costa di Orville, nella parte orientale della Terra di Palmer, in Antartide. Il ghiacciaio, il cui punto più alto si trova a circa 453 m s.l.m., è situato in particolare sul versante orientale dei monti Wilkins e da qui fluisce verso sud fino ad andare ad alimentare la parte occidentale della piattaforma glaciale Filchner-Ronne, poco a ovest della penisola Dodson.

## Storia
Il ghiacciaio Matthews è stato mappato grazie a ricognizioni terrestri dello United States Geological Survey e a fotografie aeree scattate dalla marina militare statunitense tra il 1961 e il 1967; in seguito, è stato così battezzato dal Comitato consultivo dei nomi antartici in onore di J. D. Matthews, un macchinista di stanza alla base Amundsen-Scott nel 1963.